# ジェローザ
ジェローザ（イタリア語: Gerosa  ( 音声ファイル)）は、イタリア共和国ロンバルディア州ベルガモ県ヴァル・ブレンビッラに属する分離集落（フラツィオーネ）。
かつては独立した基礎自治体（コムーネ）であったが、2014年にブレンビッラと合併して新自治体の一部となった。

## 地理

### 位置・広がり
ベルガモ県西部に位置する。県都ベルガモから北北西へ19km、州都ミラノから北東へ52kmの距離にある。かつてのコムーネ面積は10.04km2 、コムーネ人口は374人（2014年1月1日現在）。

#### 隣接コムーネ
かつてのコムーネ「ジェローザ」は、以下のコムーネと隣接していた。
- ブレッロ
- ブレンビッラ
- コルナ・イマーニャ
- フイピャーノ・ヴァッレ・イマーニャ
- サン・ジョヴァンニ・ビアンコ
- サン・ペッレグリーノ・テルメ
- タレッジョ